# Isaiah Spencer
Isaiah Spencer (* um 1979 in Chicago) ist ein US-amerikanischer Jazzmusiker (Schlagzeug).

## Leben und Wirken
Spencer spielte in der Grundschule zunächst Trompete, da der Posten am Bandschlagzeug besetzt war; als er nach der dritten Klasse wechseln konnte, spielte er sonntags bereits in der Kirche Schlagzeug. Ab der fünften Klasse erhielt er ein Stipendium, um Schlagzeugunterricht auf einer Musikschule zu erhalten. Er besuchte die Lincoln Park High School, wurde in deren Fine-Arts-Programm aufgenommen und erhielt Unterricht in Musiktheorie und Harmonielehre; ferner gehörte er der Jazzband der Schule an. Er wurde dann der All-City-Jazzband empfohlen und von Curtis Prince sowie von Ronald Carter ausgebildet. Er besuchte zwei Jahre lang das College des Roosevelt University mit Schwerpunkt Musik, um seine Studien anschließend im Programm  Meet the Composers ´fortzusetzen.
Ab 1998 war Spencer in der Musikszene Chicagos professionell tätig; u. a. spielte er mit Jugendfreunden wie Maurice „Mobetta“ Brown, Corey Wilkes und Kevin Nabors, außerdem mit Musikern wie Fred Anderson, William Parker, Ernest Dawkins und David Murray sowie mit Veteranen wie Clark Terry, Von Freeman, Curtis Fuller und George Freeman. Unter eigenem Namen leitete er ein Sextett, das in der Velvet Lounge regelmäßig auftrat. Weitere eigene Formationen sind Victor Garcia & Isaiah Spencer Organ Dynasty, Isaiah Spencer Collective (u. a. mit Anton Hatwich) und das Isaiah Spencer Organ Trio. Aufnahmen entstanden weiterhin mit Nicole Mitchell (Afrika Rising), David Boykin, Guy King, Markus Rutz und Junius Paul (Ism, 2019). Im Bereich des Jazz war er laut Tom Lord zwischen 1999 und 2016 an 16 Aufnahmesessions beteiligt. Er trat in dem Kurzfilm We Have Reservations (2015) auf.

## Diskographische Hinweise
- Russ Johnson, Dave Rempis, Joshua Abrams, Isaiah Spencer, Jeremy Cunningham: Harmattan (Aerophonic, 2019)